# Martin Tomášek
Martin Tomášek (* 26. května 1969 Frýdlant) je vysokoškolský učitel a zastupitel městského obvodu Poruba. V letech 2018 až 2022 byl místostarostou městského obvodu Poruba.

## Život, práce, publikace
Studoval češtinu a filozofii na Univerzitě Palackého v Olomouci (promoval v roce 1994 a získal titul Mgr.); v roce 2004 získal na Ostravské univerzitě doktorát v oboru Teorie a dějiny české literatury (titul Ph.D.).
V roce 1991 se přiženil do Ostravy, řadu let učil na gymnáziu (dnes Wichterlovo gymnázium) v Porubě. V roce 2001 přešel na Ostravskou univerzitu, kde působí na Katedře české literatury a literární vědy a v Centru regionálních studií (obě pracoviště spadají pod Filozofickou fakultu). Oborem jeho činnosti jsou dějiny české literatury 19. století a didaktika literatury. Od roku 2014 je členem česko-polské pracovní skupiny pro oblast učebnic, která zkoumá učebnicový obraz druhého národa a srovnává český a polský pohled na vybrané historické události.
Ve volbách do zastupitelstev obcí v roce 2018 byl za Českou pirátskou stranu zvolen do zastupitelstva Ostravy-Poruby, byl místostarostou pro oblast školství, prevence kriminality a bezpečnosti.
Publikuje časopisecky (mj. v České literatuře či v ostravské revue Protimluv) a na vlnách ČRo Vltava. Jeho nevýznamnějšími publikacemi dosud byly monografie Labyrintem díla K. M. Čapka-Choda (disertace, 2006) a Krajiny tvořené slovy (2016). Spoluorganizoval tzv. Ostravská sympozia zkoumající literární prostor a podílel se na přípravě souvisejících monografií Město (2011), Krajina (2012) a Příroda vs. industriál (2016). Přednášel na řadě domácích i zahraničních univerzit.
Je ženatý, má dvě děti. Žije v Ostravě.

## Občanské, kulturní a politické zapojení
V letech 2013 až 2015 byl místopředsedou Akademického senátu Ostravské univerzity, předtím členem senátu její filozofické fakulty. Aktivně se zapojil např. do Týdne neklidu v Ostravě, kdy univerzity protestovaly proti návrhům ministerstva školství. Byl jedním z iniciátorů vzniku informačního portálu OU@live (2014).
Dlouhodobě spolupracoval s ostravským klubem Fiducia, je členem programové rady Centra PANT (od vzniku 2017) a zakládajícím členem okrašlovacího spolku Za krásnou Ostravu (zal. 2013) s pozastaveným členstvím po dobu aktivního působení v politice.
Od roku 2009 začal ve Fiducii moderovat debaty věnujícím se problémům Ostravska: Černé kostce (2009, 2016), OD Ostravica-Textilie (2012), čistoty ovzduší (2012, 2016), tzv. smršťování Ostravy (2014) a budoucnosti jejího centra (2015). Kromě toho zde vedl řadu veřejných dialogů s literárními vědci a dalšími osobnostmi. Ve spolupráci s Centrem PANT moderoval dvě debaty věnované památce tábora Hanke, diskusi s prof. Janem Sokolem, novinářem Erikem Taberym (všechny 2017), prezidentskými kandidáty Markem Hilšerem a Jiřím Drahošem, o problematice vzdělávání diskutoval s Tomášem Sedláčkem a Bohumilem Kartousem (všechny 2018). Pro Piráty moderoval ekologicky zaměřené diskuse v rámci ostravské konference PirateCon a v Poslanecké sněmovně PČR (k novele zákona o ovzduší a novele zákona o odpadech).
Je členem České pirátské strany (od 2019). Před volbami 1996 pomáhal v kampani Svobodným demokratům (býv. Občanské hnutí) organizovat debaty s lídry.
Ve volbách do Poslanecké sněmovny PČR v roce 2017 podpořil jako nestraník na nevolitelném místě kandidátku Zelených v Moravskoslezském kraji, strana se ale do parlamentu neprobojovala.
Ve volbách do Senátu PČR v roce 2018 kandidoval jako nestraník za Piráty v obvodu č. 71 – Ostrava-město. Podporovali jej také hnutí SEN 21 a Zelení. Se ziskem 12,65 % hlasů skončil na 4. místě. V komunálních volbách v roce 2018 byl zvolen jako nestraník za Piráty zastupitelem městského obvodu Poruba. V polovině listopadu 2018 se navíc stal místostarostou městského obvodu. Kandidoval také do Zastupitelstva města Ostravy, v tomto případě se však stal pouze prvním náhradníkem.
Ve volbách do Senátu PČR v roce 2020 opět kandidoval za Piráty s podporou Strany zelených a hnutí SEN 21, tentokrát v obvodu č. 72 – Ostrava-město. Se ziskem 12,69 % hlasů skončil na 3. místě a do druhého kola nepostoupil.
V komunálních volbách 2022 byl opětovně za Piráty zvolen do zastupitelstva městského obvodu Poruba.